# بورت إليزابيث (سانت فنسنت والغرينادين)
بورت إليزابيث, هي قرية في سانت فينسنت والغرينادين وتقع على جزيرة بيكويا, وهي جزء من أرخبيل جزر الغرينادين, بورت إليزابيث هي أيضاً عاصمة أبريشية الغرينادين, وأكبر مدنها.